# Kōsuke Shirai
Kōsuke Shirai (白井 康介?, Shirai Kōsuke; Aichi, 1º maggio 1994) è un calciatore giapponese, difensore dell'FC Tokyo.

## Palmarès

### Club

#### Competizioni nazionali
- J2 League: 1

Shonan Bellmare: 2014